# Denver Harbor
Denver Harbor (с англ. — «Денвер Харбор») — американская рок-группа, основанная в Сан-Диего, штат Калифорния. Коллектив был создан в 2002 году бывшими участниками Fenix TX Уиллом Салазаром и Крисом Льюисом, а также членами группы F.O.N Иланом Рубином и Аароном Рубином. После выпуска дебютного релиза — мини-альбома Extended Play в 2003 году, Denver Harbor временно подписали контракт с лейблом Universal Music, после чего в 2004 вышел единственный на данный момент полноформатный студийный альбом Scenic. В 2006 году группа прекратила существование.

## История группы

### Формирование и дебют (2002—2003)
После семи лет сотрудничества, в 2002 году из-за творческих разногласий Уилл Салазар и Крис Льюис покидают группу Fenix TX, которая впоследствии распалась. Салазар хотел создать собственный музыкальный проект. В это время Крису Льюису было предложено участие в сайд-проекте Big Black Boat бывших участников Fenix TX, но Льюис отказался и решил продолжить работу с Салазаром. Вскоре к музыкантам присоединяются участники F.O.N братья Аарон и Илан Рубины; Илан на тот момент был протеже барабанщика Blink-182 Трэвиса Баркера. Объединившись в музыкальный коллектив под названием Denver Harbor, музыканты официально начинают деятельность в декабре 2002 года.
Сценический дебют группы состоялся 14 марта 2003 года на The Scene в Сан-Диего. После этого Denver Harbor в их домашней студии записали три песни — «All I Want», «Move On» и кавер-версию трека Аврил Лавин «I’m with You»; эти композиции были загружены на сайт MP3.com, с целью привлечения аудитории. Через несколько недель группа уже имела своих слушателей, большая часть из которых являлись поклонниками творчества Fenix TX. После проведения ряда выступлений в различных клубах Сан-Диего, музыканты вернулись в студию. Коллектив начал работу над материалом, который был выпущен в составе мини-альбома Extended Play, продюсером которого стал Джо Марлетт. К этому времени у группы сформировалась прочная фан-база, результатом чего стала частая ротация композиции «Outta My Head» на популярной в Аризоне радиостанции KEDJ 103.9. Высокие места в онлайн-чарте The Edge станции KEDJ 103.9 дали возможность Denver Harbor выступить на фестивале Edgefest перед 20 000 зрителей. В начале 2004 года группа дала несколько концертов, в том числе и совместно с известными панк-рок-группами Me First and the Gimme Gimmes, Flogging Molly и Story of the Year.

### Студийный альбом и прекращение деятельности (2004—2006)

Несмотря на разнообразие стилей альбом Scenic оказался провальным из-за недостаточной поддержки со стороны лейбла, что и стало одной из причин распада группы

Нарастающий успех коллектива привлёк внимание нескольких звукозаписывающих компаний, в том числе и Universal Records. В мае 2004 года Denver Harbor подписывают контракт с Universal и приступают к записи студийного альбома. Пластинка под названием Scenic была издана 12 октября 2004. В музыкальном плане альбом был очень разнообразным: в Scenic прослеживались элементы пост-гранжа, регги, поп-рока, также отчётливо слышались поп-панк-влияния Fenix TX. Тем не менее, из-за практически полного отсутствия промоушна со стороны Universal, альбому так и не удалось попасть в Billboard 200, что в конечном итоге привело к разрыву контракта между музыкантами и лейблом в 2005 году. После этого группа приняла участие в нескольких музыкальных фестивалях, однако на фоне падения популярности участники группы посвятили себя другим проектам. В 2005 году происходит воссоединение Fenix TX: Уилл Салазар и Крис Льюис возвращаются в её состав. Илан Рубин сосредоточился на The New Regime, а в дальнейшем продолжил деятельность в качестве барабанщика групп Lostprophets, Nine Inch Nails и Paramore. В 2006 году Denver Harbor официально прекратила существование.

## Состав
- Уилл Салазар — вокал, гитара (2002—2006)
- Крис Льюис — гитара (2002—2006)
- Аарон Рубин — бас-гитара (2002—2006)
- Илан Рубин — ударные (2002—2006)

## Дискография
Студийные альбомы
- Extended Play (EP) (2003)
- Scenic (2004)

Неальбомные песни
- «I’m with You» — кавер-версия Аврил Лавин